# Điện ảnh Đông Á
Điện ảnh Đông Á là nền điện ảnh được sản xuất tại khu vực Đông Á hoặc do người Đông Á sản xuất. Nó là một phần của điện ảnh châu Á, do đó cũng là một phần của điện ảnh thế giới. Điện ảnh thế giới được sử dụng trong cộng đồng các quốc gia nói tiếng Anh để nói đến tất cả các bộ phim nói tiếng nước ngoài.
Những ngành công nghiệp điện ảnh quan trọng nhất khu vực Đông Á phải kể đến Trung Quốc, Hồng Kông, Nhật Bản, Đài Loan và Hàn Quốc. Các quốc gia khác bao gồm Mông Cổ, Việt Nam, Bắc Triều Tiên và Ma Cao.
Các thuật ngữ 'Điện ảnh Viễn Đông', 'Điện ảnh châu Á', 'Điện ảnh phương Đông' đôi khi được sử dụng đồng nghĩa với điện ảnh Đông Á, đặc biệt tại Hoa Kỳ, mặc dù phạm vi lớn hơn có nghĩa là điện ảnh châu Á có thể áp dụng cho những bộ phim được sản xuất tại các khu vực khác của châu Á, đặc biệt là điện ảnh Ấn Độ với ngành công nghiệp phim Bollywood rất lớn mạnh.

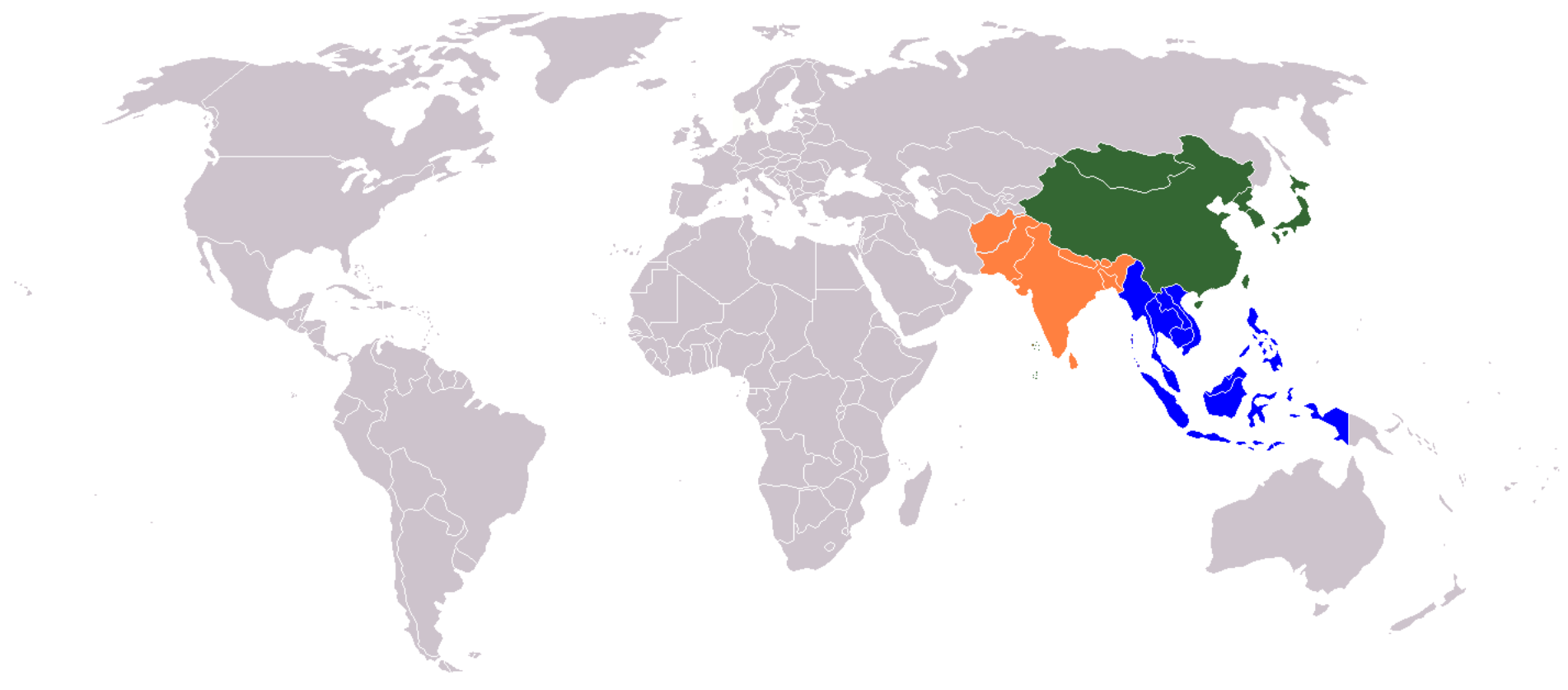
Khu vực Đông Á được tô đậm bằng màu xanh lá trên bản đồ, ngoài ra còn có Nam Á (màu cam) và Đông Nam Á (màu xanh dương).

## Các phong cách và thể loại phim
- Phim võ thuật (tiêu biểu cho các phong cách khác nhau của phim hành động Hồng Kông)
- Jidaigeki (phim lịch sử cổ trang Nhật Bản, đặc biệt là các bộ phim samurai)
- Phim kinh dị Nhật Bản
- Phim kinh dị Hàn Quốc
- Anime (phim hoạt hình Nhật Bản)
- Phim "xã hội đen" (thể loại phim hành động của Hồng Kông, thường tập trung vào các băng đảng tội phạm xã hội đen người Hoa)
- Tokusatsu (phim khoa học viễn tưởng Nhật Bản nói về các người hùng, siêu nhân, đôi khi là cả quái thú/kaiju và người máy)